# Lanhoso
Lanhoso es una freguesia portuguesa del concelho de Póvoa de Lanhoso, con 6,47 km² de superficie y 690 habitantes (2001). Su densidad de población es de 106,6 hab/km².